# Pedicularis fletcheri
Pedicularis fletcheri är en snyltrotsväxtart som beskrevs av Tsoong. Pedicularis fletcheri ingår i släktet spiror, och familjen snyltrotsväxter. Inga underarter finns listade i Catalogue of Life.